# 小塚ゴシック
小塚ゴシック（こづかゴシック）とは、小塚昌彦が制作指揮を行いアドビが作成したゴシック体の和文OpenTypeフォント。Adobe ReaderなどのAdobe製品に付属している。Pr6Nは異体字セレクタにも対応している。

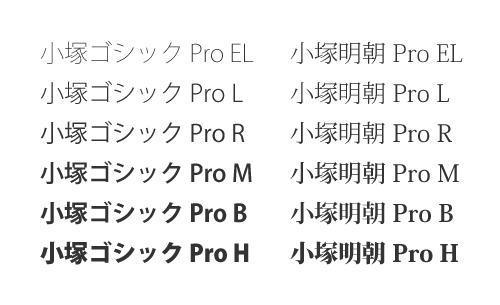
書体のサンプル

## バージョン

### Std
- Adobe-Japan1-3に対応。9,354のグリフを含む。

### Pro
- Adobe-Japan1-4に対応。15,444のグリフを含む。

### Pr6N
- (1)Adobe-Japan1-6に対応、(2)JIS2004基準の字体に対応、(3)IVS(Ideographic Variation Sequences)に対応。23,058のグリフを含む。